# Carmen querida
Carmen querida es una telenovela venezolana producida y emitida por RCTV en el año 1990. Es una historia original de Alberto Barrera y bajo la adaptación de Carolina Espada. 
Fue protagonizada por Marialejandra Martín, Marisela Berti, Amalia Pérez Díaz y Carlos Montilla.

## Sinopsis
Tres mujeres, todas parientes de sangre, comparten el mismo nombre y destino. A través de la maternidad, se ven cara a cara con la realidad, un roto romance, cada uno sin un compañero. 
Carmen Teresa, la primera, tiene una vida transformada por el amor obsesivo que lleva al abandono de su familia, hija Carmen Luisa en sus brazos. Ella es consciente de que a medida que pasan los años la historia se repetirá a través de su hija. Sin embargo, ella sigue siendo leal, listo y dispuesto a ofrecer asesoramiento y amor a Carmen Luisa. 
Carmen Cecilia se levanta bajo influencia fuerte y voluntarioso de su madre después de tórrido romance de Carmen Luisa con el líder de un sindicato. Como madre, Carmen Luisa es incapaz de impedir que su hija cometiendo los mismos errores de juventud. 
A pesar de las adversidades constantes de las dos mujeres que son el centro de su vida, Carmen Cecilia da toda su atención a Arturo. Desesperadamente dominada por situaciones familiares, él la deja. El producto de su amor, en el tiempo, demostrará para ser Carmen Beatriz.
Tres mujeres, tres generaciones, una historia que podría haber terminado diferente si sólo uno de ellos había luchado por su primer amor el padre de su Carmen. 

## Reparto
- Marialejandra Martín es Carmen Cecilia Mariani Brito.
- Marisela Berti es Carmen Luisa Mariani.
- Amalia Pérez Díaz  es Doña Carmen Teresa Mariani.
- Carlos Montilla es Ing. Arturo Albornoz Febres.
- Miriam Ochoa es Melania Ramos "la ex chica splash".
- Miguel Alcántara  es Dr. Arcadio Medina
- Lourdes Valera  es Iraida García De Cordero.
- Vicente Tepedino es Padre Alberto Laya Albornoz.
- Ana Karina Manco es Carolina Arcaya Izaguirre.
- Carlos Villamizar es Don Elías Martucci Pimentel.
- Juan Frankis  es Don Primitivo Padrón.
- Marcelo Romo  es Don Fidelio Albornoz.
- Dalila Colombo es Doña Julia Febres De Albornoz.
- Elisa Stella es Doña Berenice De Martucci.
- María Luisa Lamata  es Doña Críspula Laya.
- Dolores Beltrán  es Doña Prudencia.
- Ana María Paredes es Sarita Izaguirre De Arcaya.
- Irina Rodríguez es Daisy Josefina Albornoz Febres.
- José Daniel Bort es Javierito Martucci.
- Laura Brey es Alma Santeliz De Fuenmayor.
- Carlos Cruz es Romeo Ruiz.
- Pedro Durán es Manuel María Paez Ruíz.
- Belén Peláez es Pipina Brito.
- Roberto Lamarca  es Jesús Reinaldo Cordero.
- Juan Carlos Vivas es Marco Polo.
- Domingo del Castillo es Padre Benito.
- Jorge Almada  es Don Felipe Arcaya.
- Jorge Canelón es Don Pascual Brito.
- José Antonio Moreno es Cupido.
- Vicky Franco  es Doña Columba Brito.
- Antonio Machuca es Pedro Segundo.
- Evelyn Berroterán es Ramona.
- Marco Antonio Casanova es Gonzalo Fuenmayor.
- Vestalia Mejías es Jackeline.
- Orlando Zarramera es El Rayao.
- Giovanni Durán  es Detective Miguel García.
- Oswaldo Paiva es Dr. Colmenares
- Estela Aurora Ramos

- Datos: Q5043551